# 浜尾朱美
浜尾 朱美（はまお あけみ、1961年1月20日 - 2018年9月14日）は、日本のニュースキャスター、エッセイスト。本名、千葉 朱美（ちば あけみ）。徳島県徳島市出身。徳島市立高等学校、早稲田大学第一文学部卒業。キャスター転身前に女優として活動を行っていた。出演作にテレビドラマ『おゆう』（主演）、『青が散る』がある。

## 略歴
早大では西洋史学専攻で北欧史を専攻、アナウンス研究会に所属。大学在学中に「大学受験ラジオ講座」内の「蛍雪アワー」のDJとして活躍するなど、アナウンサー志望だったが、TBSのアナウンサー入社試験を受験した際に試験官だったドラマのプロデューサーに見出され、大学卒業後の1983年、TBSのポーラテレビ小説『おゆう』主演で女優デビュー。
テレビドラマ『青が散る』に出演後、9ヶ月で女優業からキャスターへ転向する。1985年、テレビ朝日の早朝ニュースワイド番組『おはようTODAY』、1987年、TBSの報道情報番組『サンデーモーニング』サブキャスターなどに出演。TBSの報道番組『筑紫哲也ニュース23』では、1989年10月2日の番組スタート時から1997年9月までの8年間サブキャスターを担当した。筑紫哲也が亡くなった日である2008年11月7日放送の『NEWS23』においてVTRではあるが久しぶりに出演、筑紫の死を悼んだ。
私生活では、1994年にTBS報道局報道記者と結婚。1999年に長男を出産し、以後はテレビの一線から退いて、子育てをテーマに講演活動などを行う。
2007年からは文部科学省・子どもの読書サポーターズ会議委員、ちひろ美術館・東京等で朗読ボランティア、子育て支援のネットワーク活動・4つ葉プロジェクトのメンバーとして活動を行う。2012年から2013年まで、 京都ノートルダム女子大学客員教授を務める。
2007年に乳がんに罹患して以降10年以上にわたって闘病を続け、気功など東洋医学的な治療を経て2017年に摘出を行うものの、2018年5月に体調が悪化して6月より東京都内の病院へ入院。病状が急変し、同年9月14日、乳がんのため、東京都内の病院で死去。57歳没。

## 人物
競馬ファンでスポーツ紙に競馬に関する連載を持っていたことがあるほか、好角家としても著名で、大相撲番組の司会進行も務めた。
浜尾の親戚で、元ミノルフォン専属の歌手「都川弘とブルーロマン」（小原真治とプレイファイブ、トシ伊藤とザ・プレイズメンもグループ同一）のメンバー、明健一（元歌手、ミュージシャン。48歳没）がいる。浜尾が早稲田大学在籍中、来訪の折に、明の一人息子、真希（現サッカー指導者、札幌中央フットボールクラブ創設者）に手作りの人形をプレゼントしたことを後に健一が伝える。

## 出演

### テレビ
民放局での出演番組
| 期間       | 期間      | 番組名                      | 役職                                                                                  |
| ---------- | --------- | --------------------------- | ------------------------------------------------------------------------------------- |
| 1985年10月 | 1986年3月 | おはようTODAY（テレビ朝日） | キャスター兼『おはよう!CNN』レギュラーキャスター兼『ANNニュースセブン』担当キャスター |
| 1987年10月 | 1989年9月 | サンデーモーニング（TBS）   | サブキャスター                                                                        |
| 1989年10月 | 1997年9月 | 筑紫哲也ニュース23（TBS）   | サブキャスター                                                                        |

独立局での出演番組
- ニッポン早わかり（テレビ神奈川制作、サンテレビなど）

### テレビドラマ
- ポーラテレビ小説・おゆう（1983年4月 - 9月、TBS） - 主演・おゆう 役
- 青が散る（1983年10月 - 1984年1月、TBS）[13] - 二宮耀子 役
- 月曜ドラマスペシャル・今夜もテレビで眠れない 第3話「猫坂の上の幽霊たち」（1995年5月、TBS）[14]

### ラジオ
- 浜尾朱美サンデーキャロット（TBSラジオ）
- 待ったなし大相撲（1992年、TBSラジオ）

## ビブリオグラフィ
著書
- 『もう結婚占いはいらない』講談社、1991年7月。ISBN 978-4062054805。
- 『夢のあと：My競馬diary』三心堂出版社、1996年8月。ISBN 978-4883420759。
- 『私の競馬：A horse for me』PHP研究所、1998年3月。ISBN 978-4569600369。

雑誌連載
- 日刊スポーツ（1993年 - 1999年）「競馬だ〜い好き!」